# Ardisia sarawakensis
Ardisia sarawakensis är en viveväxtart som beskrevs av Elmer Drew Merrill. Ardisia sarawakensis ingår i släktet Ardisia och familjen viveväxter. Inga underarter finns listade i Catalogue of Life.